# Carlat
Carlat ist ein französischer Ort und eine Gemeinde mit 390 Einwohnern (Stand 1. Januar 2022) im Département Cantal im äußersten Südwesten der Region Auvergne-Rhône-Alpes.

## Lage und Klima
Ort und Gemeinde von Carlat liegen in den südwestlichen Ausläufern des Zentralmassivs ungefähr 150 km (Fahrtstrecke) südwestlich von Clermont-Ferrand in einer Höhe von etwa 780 m; nächste größere Stadt ist Aurillac (ca. 18 km westlich). An der südöstlichen Gemeindegrenze verläuft das Flüsschen Rasthène. Sein Zufluss Embène durchquert das Gemeindegebiet. Das Klima ist gemäßigt bis warm; Regen (ca. 795 mm/Jahr) fällt übers Jahr verteilt.

## Bevölkerungsentwicklung
| Jahr                       | 1800 | 1851 | 1901 | 1954 | 1999 | 2022 |
| Einwohner                  | 850  | 943  | 704  | 510  | 305  | 390  |
| Quellen: Cassini und INSEE |      |      |      |      |      |      |

Die Reblauskrise und die zunehmende Mechanisierung der Landwirtschaft führten in der ersten Hälfte des 20. Jahrhunderts zu einem Mangel an Arbeitsplätzen und in der Folge zu einem deutlichen Bevölkerungsrückgang. Zur Gemeinde gehören mehrere Weiler (hameaux).

## Wirtschaft
In früheren Jahrhunderten lebten die Bewohner der Gemeinde als Selbstversorger von den Erträgen ihrer Felder und Gärten sowie von der Viehzucht, deren Erträge (Käse, Wurst und Wolle) auf dem Markt von Aurillac verkauft werden konnte. Seit den 1960er Jahren spielt die Vermietung von Ferienwohnungen (gîtes) eine immer wichtiger werdende Rolle.

## Geschichte

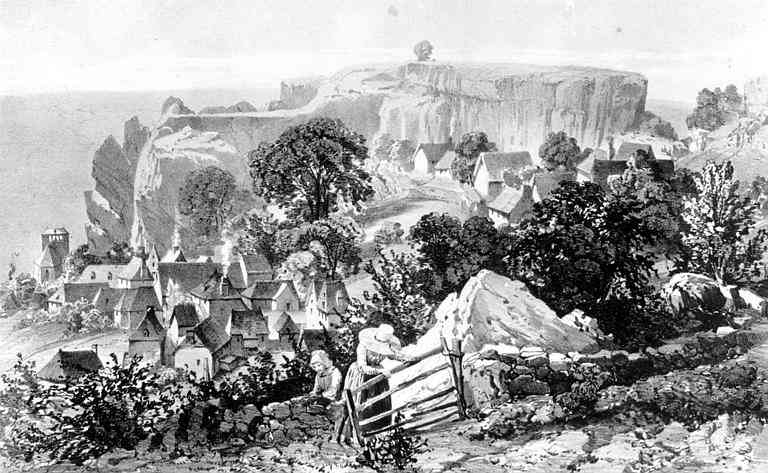
Carlat – Burgfelsen und Ort im 19. Jh.

Bereits unter den Merowingern war das Carladès eine Vizegrafschaft (vicomté). Die erste Erwähnung des Ortsnamens Cartilatum stammt aus dem Jahr 839 als Ludwig der Fromme den Burgfelsen (castrum) von Carlat – wenn auch vergeblich – belagerte. Dieser wurde im Mittelalter mit einer ca. 4 m hohen Mauer umgeben und galt als uneinnehmbar; in den Jahren von 1276 bis 1344 gehörte das Carladès zum Königreich Mallorca. Auf dem Burgfelsen befand sich eine Kommende (commanderie) des Templerordens. Nach dessen Auflösung in den Jahren 1307–1312 kam die Burg in den Besitz des Johanniterordens. Später übernahm Jean de Berry die Macht, der auch Herzog der Auvergne war; seine Tochter Bonne de Berry nahm den Titel einer Vizegräfin von Carlat an und verhalf dem Ort zu einer Blütezeit. Im 15. Jahrhundert machte Jacques d’Armagnac (1433–1477), Graf von Pardiac und Vizegraf von Carlat, ab 1464 auch Herzog von Nemours die Burg zu seiner Residenz; er schloss sich jedoch den Feinden des Königs in der Ligue du Bien public an. Im Jahr 1476 belagerte ein Heer Ludwigs XI. die Burg, nahm Jacques d’Armagnac gefangen, brachte ihn nach Paris, wo er im August 1477 hingerichtet wurde. In den Jahren 1603/04 wurde die Burg auf Befehl Heinrichs IV. geschleift. Im Jahr 1643 wurde Carlat in den Stand einer Grafschaft (comté) erhoben und als Dank für treue Dienste von Ludwig XIII. dem Fürsten Honoré II von Monaco aus dem Geschlecht der Grimaldis übergeben. Die Grimaldis führen den Titel „Graf von Carlat“ bis heute in ihrer Titulatur; in Frankreich hat er seit der Revolution keine Bedeutung mehr.

## Sehenswürdigkeiten

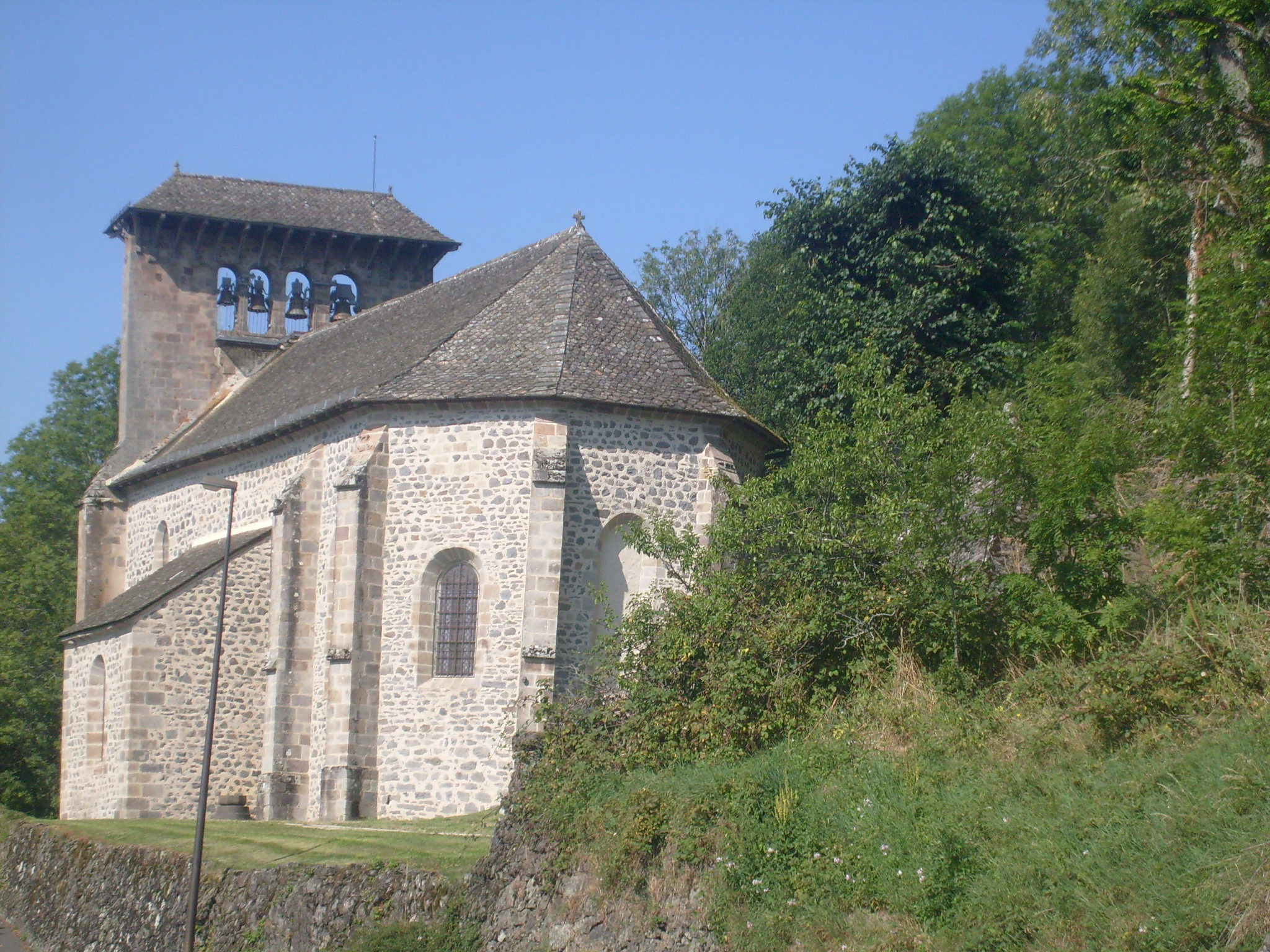
Carlat – Église Saint-Avit

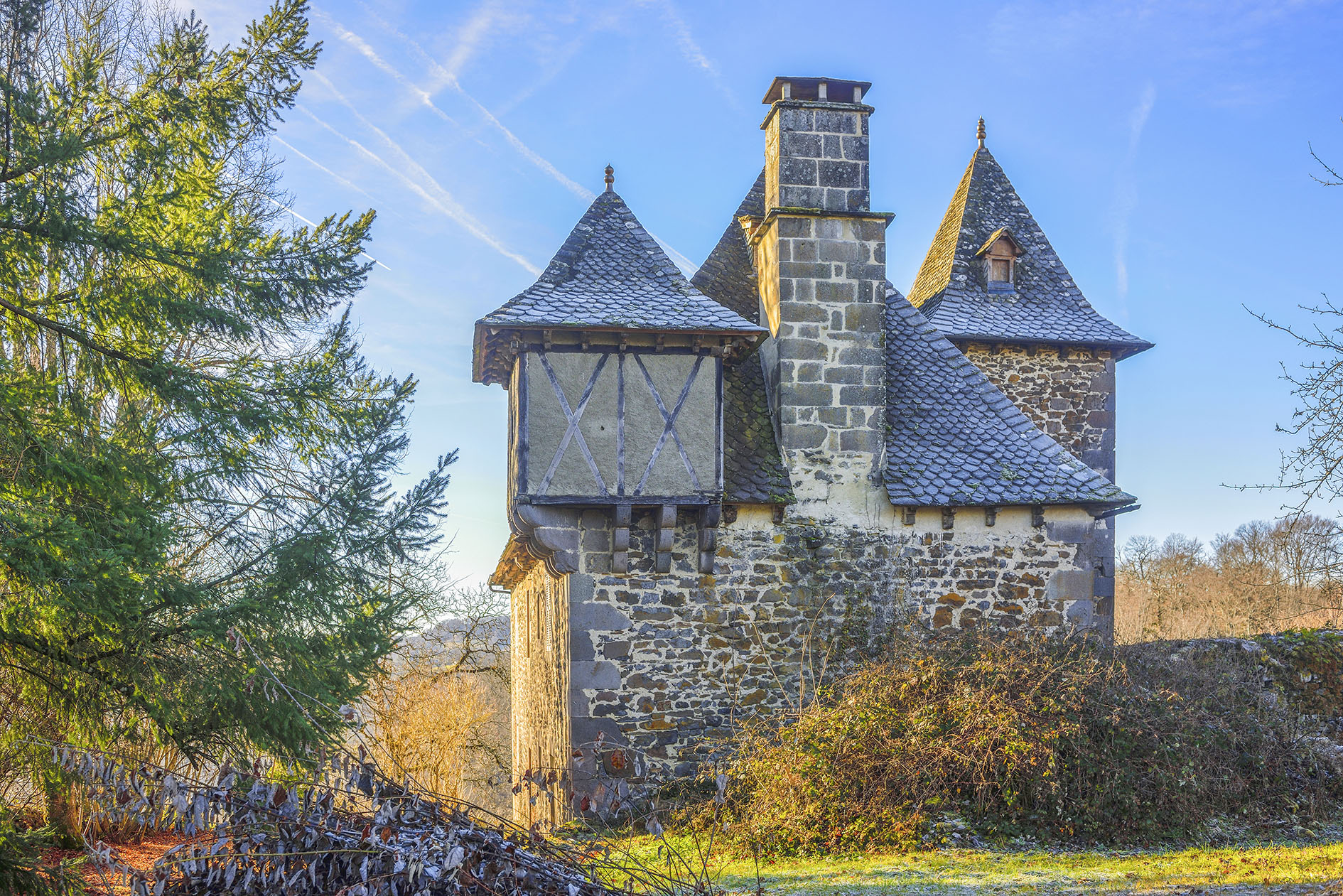
Carlat – Manoir de Courbesserre

- Von der ehemaligen Burg sind keinerlei Reste erhalten. Im Touristenbüro (Office de Tourisme) des Ortes wird ein Modell gezeigt.
- Die im ersten Viertel des 16. Jahrhunderts erbaute einschiffige Église Saint-Avit ist dem hl. Avitus von Vienne geweiht. Im Jahr 1649 wurde das baufällig gewordene Gewölbe durch eine Holzkonstruktion ersetzt und im 18. Jahrhundert wurden zwei kleine Seitenkapellen angebaut. Beeindruckend ist der – später hinzugefügte – vierteilige überdachte Glockengiebel (clocher mur), dessen strebepfeilerähnliche Konstruktion die portallose Fassade stabilisiert.[2]

Umgebung
- Ca. 2 km südwestlich des Ortes (44° 52′ 38″ N, 2° 33′ 42″ O) befindet sich das imposante, aber restaurierungsbedürftige Château de Celles aus dem 17. Jahrhundert.[3]
- Auf dem Gemeindegebiet stehen zwei im Privatbesitz befindliche Herrensitze aus dem 17./18. Jahrhundert – das Manoir de Lachaux (rund 3 km südwestlich beim Weiler Lachau) und das Manoir de Courbesserre (ungefähr 4 km südöstlich beim Weiler Lessenat).

## Persönlichkeiten
- Bonne de Berry (1367–1435), Vizegräfin von Carlat
- Jacques d’Armagnac (1433–1477), Herzog von Nemours, Graf von Pardiac und Vizegraf von Carlat